# Palacio de Blasco Núñez Vela
El Palacio del Virrey Blasco Nuñez Vela es un edificio de la ciudad española de Ávila. Cuenta con el estatus de Bien de Interés Cultural.

## Descripción

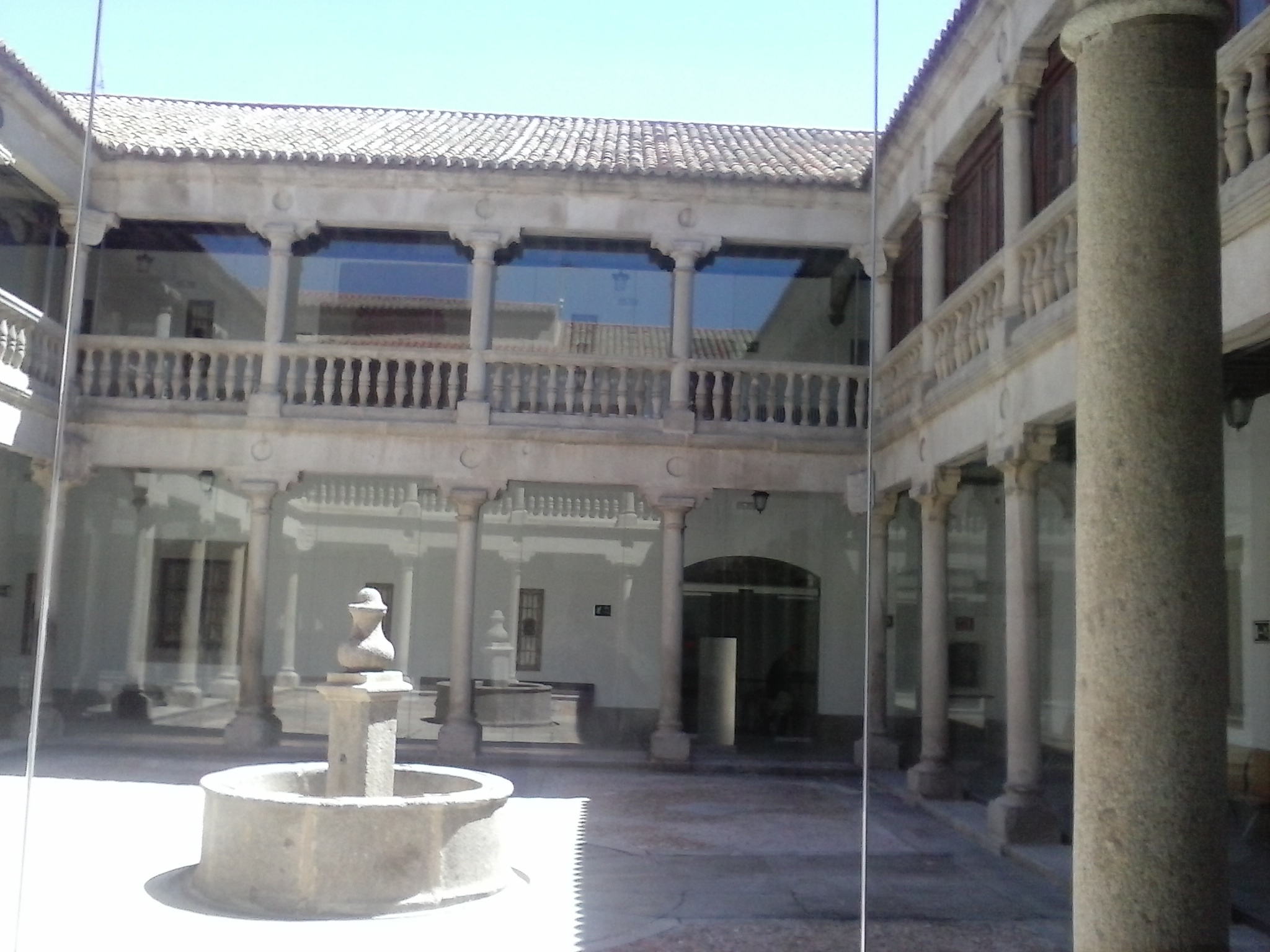
Patio interior

El palacio de Blasco Núñez Vela está ubicado en la ciudad de Ávila, capital de la provincia homónima, en Castilla y León.
Ya en 1923 servía como sede de la Audiencia Provincial de Ávila. Se encuentra en la plaza de la Santa y cuenta con una puerta y un patio, de estilo renacentista, del siglo XVI.
Fue declarado monumento arquitectónico-artístico el 23 de junio de 1923, mediante una real orden publicada el día 27 de ese mismo mes en la Gaceta de Madrid, firmada por el entonces director general de Bellas Artes Joaquín Salvatella. En la actualidad está catalogado como Bien de Interés Cultural, con la categoría de monumento.